# 千鳥町站 (神奈川縣)
千鳥町站（日语：／ Chidorichō eki */?）是位於神奈川縣川崎市川崎區千鳥町，神奈川臨海鐵道的千鳥線貨運車站。

## 車站構造

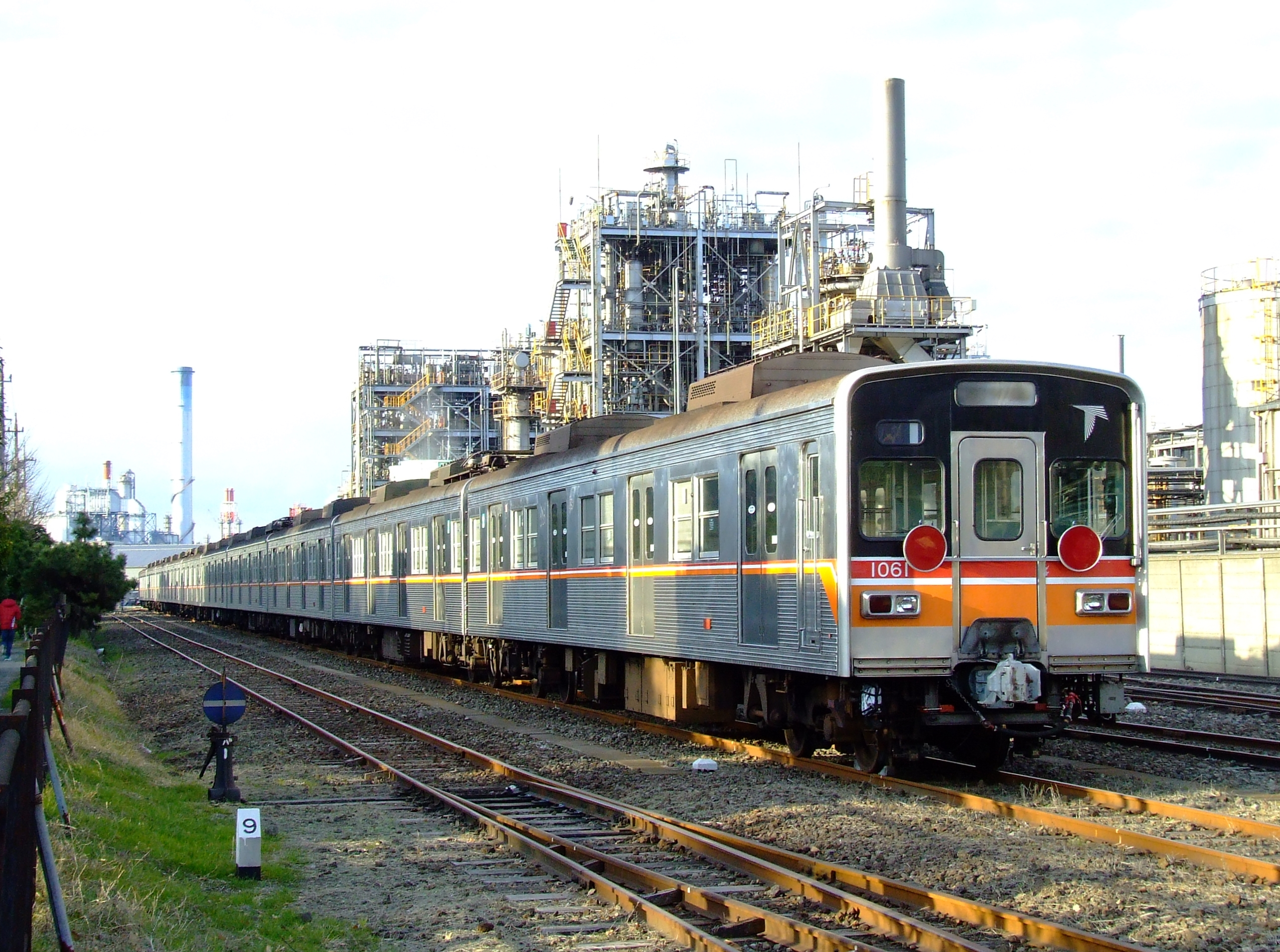
準備運往印尼，現時停泊在站內的東葉高速鐵道1000系電動列車

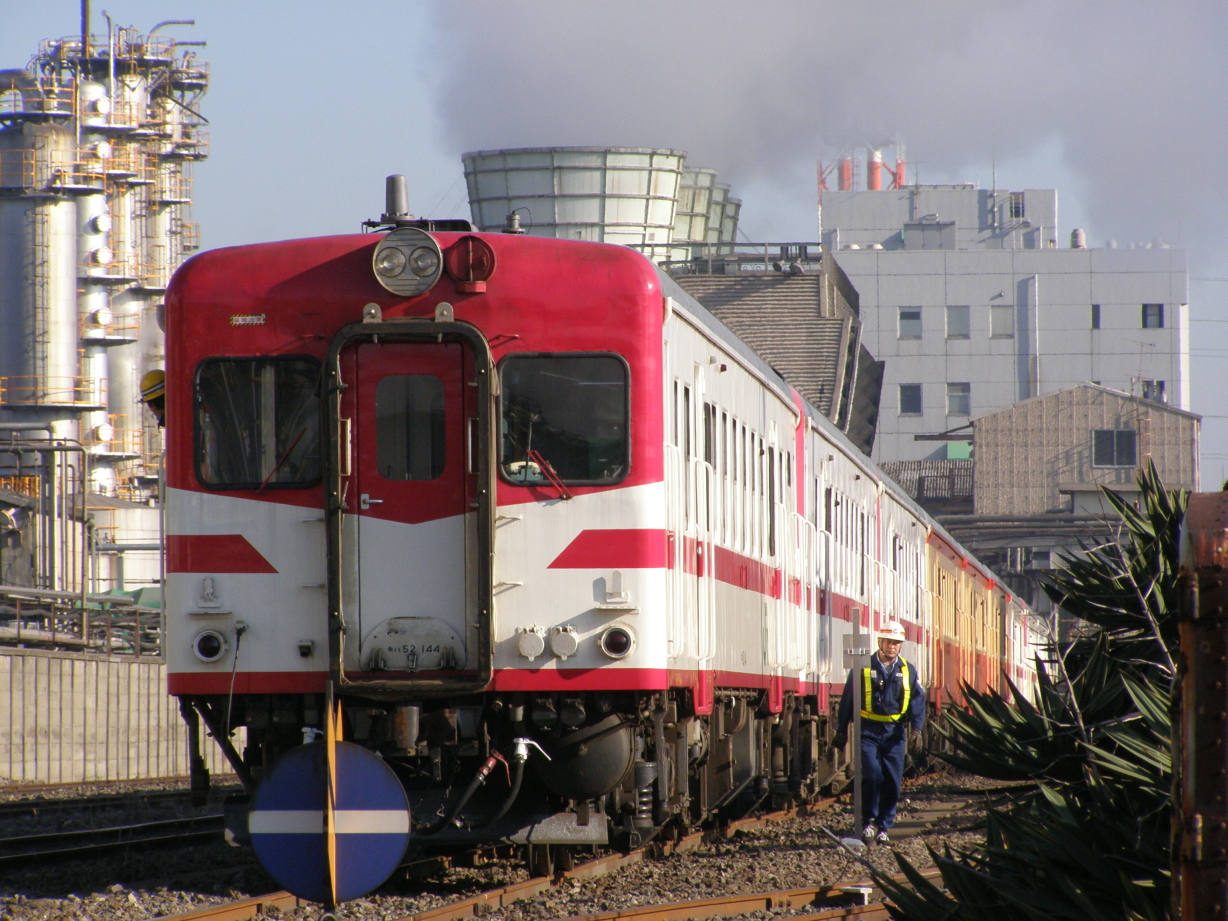
準備運往緬甸，現時停泊在站內的日本國鐵KiHa20系柴油列車

車站位於四方都是運河的千鳥町內。站內範圍比較大。從川崎貨物站延伸的千鳥線會越過千鳥運河後，路軌會分為兩邊，一邊是繼續前進，另一邊向右轉入一個小規模的編組場。前者稱為東線，後者稱為西群線。編組場內設有着發線。
西群線的編組場連接日本觸媒川崎製造所千鳥工場，該同工場設有貨物裝卸線（專用線）。曾經鄰接浮島町站的浮島工場進行維修時，當時運送乙二醇等貨物會繞至此站，在2008年（平成20年）1月，環氧乙烷的貨物裝卸設備完成，便開始使用罐式貨櫃運送。
在西群線的編組場中，也有連接川崎市營埠頭的路軌。該處會停泊了向日本國外輸出的車輛，這些車輛會以甲種運送至此處，待後車輛會被拖車拖往車廠。在該路軌曾經也有分支前往全農川崎連合農業倉庫的專用鐵道。
在越過千鳥運河前千鳥線上曾經設有專用線連接位於川崎區夜光附近的旭化成化學川崎製造所。當時會使用罐車或罐式貨櫃運送氰化钠。另外，從東線分支的設有昭和電工川崎事業所專用線，同樣也運送氰化钠。2條專用線在2006年8月廢止。後來一度廢止的東線。於2008年尾起，昭和電工川崎事業所專用線重開，並開始從該處使用罐式貨櫃運送EDTA（乙二胺四乙酸）離開工場，毎日設有一班。
在1980年代，站內曾經連接日本石油化學川崎製造所（現時：ENEOS川崎製油所）專用鐵道，以及日商岩井川崎油槽所（現時：雙日集團營運的東京油庫）專用線。

## 處理貨物
此站可處理貨櫃貨物和車載貨物。
現時，於此站處理的貨櫃貨物包括在日本觸媒專用線使用罐式貨櫃運送的環氧乙烷。該貨物運送往名古屋臨海鐵道的東港站（三洋化成工業名古屋工場）和姬路貨物站。在2006年8月前，此站也會處理旭化成化學和昭和電工發送的氰化钠，主要運送外二本木站（日本曹達二本木工場）。

## 車站周邊
- 旭化成川崎製造所
- 日本觸媒（日语：日本触媒）川崎製造所千鳥工場
- 全國農業協同組合聯盟（日语：全国農業協同組合連合会）川崎聯合農業倉庫
- JXTG能源川崎製造所川崎地区
- 日本油脂（日语：日本油脂）千鳥工場
- 東京電力川崎火力發電廠（日语：川崎火力発電所）

## 歷史
- 1964年（昭和39年）3月25日 - 車站啟用。
- 2006年（平成18年）8月9日 - 旭化成化學的專用線廢止。
- 2008年（平成20年）1月 - 使用罐式貨櫃運送環氧乙烷。同年3月17日於站內舉行出發儀式。

## 相鄰車站
神奈川臨海鐵道
千鳥線
川崎貨物－千鳥町

## 注腳
1. ↑  《MONTHLYかもつ》2010年1月號，鐵道貨物協會